# Bräsinchen
Bräsinchen, niedersorbisch Brjazynka, ist ein Gemeindeteil von Neuhausen, einem Ortsteil der Gemeinde Neuhausen/Spree im Landkreis Spree-Neiße in Brandenburg.

## Lage
Bräsinchen liegt in der Niederlausitz, etwa zehn Kilometer nördlich der Stadt Spremberg und zwölf Kilometer Luftlinie südöstlich des Stadtzentrums von Cottbus. Umliegende Ortschaften sind Neuhausen und Laubsdorf im Nordosten, Kahsel im Osten, Bagenz im Südosten, der Spremberger Gemeindeteil Bühlow im Süden, Klein Döbbern im Westen sowie Roschitz und Groß Oßnig im Nordwesten.
Bräsinchen liegt am Nordufer der Talsperre Spremberg. Der ehemals südwestlich von Bräsinchen gelegene Ort Neumühle wurde beim Bau der Talsperre 1958 überstaut. Östlich führt die Bahnstrecke Berlin–Görlitz an Bräsinchen vorbei, der nächste Haltepunkt befindet sich in Bagenz. Westlich von Bräsinchen fließt die Spree.

## Geschichte
Bräsinchen wurde erstmals im Jahr 1497 als „Bräsinichen“ urkundlich erwähnt, der Ortsname ist von dem Niedersorbischen „brjazyna“ abgeleitet und bedeutet aufgrund der Endung -chen (dem sorbischen -ka entsprechend) „kleine Siedlung in einem Birkenwald“. Für 1551 ist die Bezeichnung „Bresinchen“ überliefert. Der sorbische Name wurde 1761 als „Brasinka“ erstmals erwähnt.
Bis 1815 gehörte Bräsinchen zum Königreich Sachsen. Als Folge des Wiener Kongresses musste Sachsen einen Teil seines Gebietes, zu dem auch Bräsinchen gehörte, an das Königreich Preußen abtreten. Dort war das Dorf Teil des Landkreises Cottbus im Regierungsbezirk Frankfurt in der Provinz Brandenburg. 1840 hatte Bräsinchen laut der Topographisch-statistischen Übersicht des Regierungsbezirks Frankfurt a.d.O. 14 Wohngebäude mit 78 Einwohnern und war nach Groß Oßnig eingepfarrt. Bis 1864 hatte Bräsinchen 77 Einwohner. Im Jahr 1884 waren alle 89 Einwohner Bräsinchens Sorben. 1956 lag der Anteil der sorbischen Bevölkerung im Ort bei 8,4 %.
Am 1. April 1939 wurde Bräsinchen nach Neuhausen zwangseingemeindet. Nach dem Zweiten Weltkrieg wurde Bräsinchen wieder aus Neuhausen ausgegliedert und eine eigenständige Gemeinde. Diese lag zunächst in der Sowjetischen Besatzungszone und anschließend in der DDR. Bei der am 25. Juli 1952 in der DDR durchgeführten Kreisreform wurde Bräsinchen dem Kreis Cottbus-Land im Bezirk Cottbus zugeordnet. Am 1. Juli 1971 wurde Bräsinchen wieder nach Neuhausen eingemeindet. Nach der Wende wurde der Kreis Cottbus-Land in Landkreis Cottbus umbenannt, zur Kreisreform im Dezember 1993 wurde der Landkreis Cottbus mit drei weiteren Landkreisen zum neuen Landkreis Spree-Neiße vereinigt. Bräsinchen gehörte dort dem Amt Neuhausen/Spree an. Am 19. September 2004 fusionierte die Gemeinde Neuhausen mit 17 weiteren Gemeinden zur Gemeinde Neuhausen/Spree.

## Bevölkerungsentwicklung
| 1875 | 83 | 1910 | 80  | 1933 | 107 | 1946 | 127 | 1964 | 84 |
| 1890 | 94 | 1925 | 104 | 1939 | –   | 1950 | 112 | 1971 | 68 |